# Stazione di Dundalk
La stazione di Dundalk (in inglese Dundalk Clarke railway station, in gaelico Stáisiún Dhún Dealgan Uí Cleirigh) è una stazione ferroviaria che fornisce servizio a Dundalk, contea di Louth, Irlanda. La stazione presenta un'unica banchina che si estende in mezzo ai due binari principali ( il terzo è un binario morto). Attualmente le linee che vi passano sono l'Intercity Dublino–Belfast e i treni locali del Northern Commuter. C'è un piccolo museo in una delle costruzioni della stazione in cui sono esposti materiali ferroviari e fotografie.

## Storia
La stazione fu aperta il 15 febbraio 1849 come Dundalk Junction, visto che era il punto di congiungimento tra le ferrovie Dublino–Belfast e Dundalk–Enniskillen, per poi diventare Dundalk Station nel giugno 1846. Il nome Clarke deriva da uno dei patrioti della Rivolta di Pasqua del 1916, giustiziato alla fine della stessa, Tom Clarke.

## Architettura
La stazione fu progettata nel 1845 da John McNeil. La biglietteria e la moderna zona d'attesa sono collocate al livello della strada adiacente. La stazione è conosciuta per l'uso fine di ferro, vetro e mattoni policramatici. Secondo molti è la stazione di migliore qualità tra quelle che si trovano sulla linea che collega Dublino a Belfast.

## Servizi ferroviari
- Intercity Dublino–Belfast
- Northern Commuter

## Servizi
- Servizi igienici
- Capolinea autolinee
- Biglietteria a sportello
- Biglietteria self-service
- Distribuzione automatica cibi e bevande